# Nantheuil
Nantheuil (okzitanisch: Nantuelh), auch Nantheuil-de-Thiviers, ist eine französische Gemeinde mit 984 Einwohnern (Stand: 1. Januar 2022) im Département Dordogne in der Region Nouvelle-Aquitaine. Die Gemeinde gehört zum Arrondissement Nontron und zum Kanton Thiviers. Zuständiger Gemeindeverband ist die Communauté de communes Périgord-Limousin. Die Einwohner werden Nantheuillais bzw. Nantheuillaises genannt.

## Etymologie
Die Etymologie des Namens Nantheuil ist gallischen Ursprungs und leitet sich ab vom Wort nanto mit der Bedeutung Tal, kleine Schlucht. Die Nachsilbe -ialo verweist auf eine Lichtung oder Rodung. Nantheuil bedeutet somit Lichtung/Rodung im Tal. Die Nachbargemeinde Nanthiat hat dieselbe Wurzel, die Nachsilbe ist jedoch -iaco. Toponyme dieses Typs entstanden gegen Ende der gallorömischen Epoche oder noch unter den Merowingern.

## Geographie

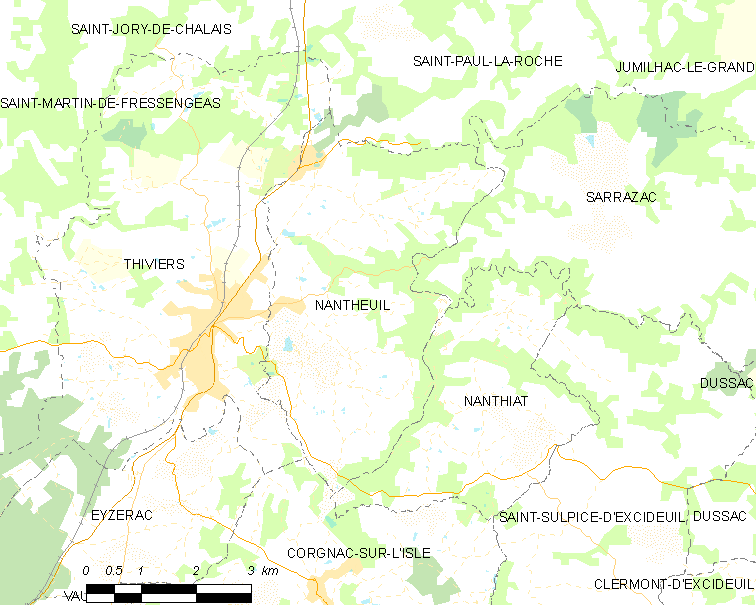
Lagekarte von Nantheuil

Nantheuil liegt etwa 30 Kilometer nordöstlich von Périgueux am Fluss Isle, der die Gemeinde im Osten begrenzt. Nantheuil liegt noch im Einzugsgebiet der Kleinstadt Thiviers, die sich 2 Kilometer weiter westlich anschließt. Nach Excideuil im Südosten sind es 12 Kilometer.
Umgeben wird Nantheuil von folgenden Nachbargemeinden:
|          | Saint-Paul-la-Roche                         | Saint-Paul-la-Roche |
| Thiviers | Kompassrose, die auf Nachbargemeinden zeigt | Sarrazac, Nanthiat  |
|          | Corgnac-sur-l’Isle                          | Nanthiat            |

Neben dem Ortskern besteht die Gemeinde aus folgenden Geländepunkten, Weilern, Gehöften und Mühlen:
Baffettes, Beaulet, Bois de Janissoux, Bost du Traud, Bouilloux, Bugeaud, Castilloux, Champagne, Cornebasse, Courtigeauds, Fard, Janissoux, La Jalasie, La Rebière, La Verdale, Le Millaud, Le Moulin de Château, Le Moulin de la Bregère, Le Moulin des Chaumes, Le Moulin des Jassonnies, Le Moulin du Repaire, Le Petit Gué, Le Repaire, Le Tuquet, Le Vivier, Les Chaumes, Les Gobilles, Les Grésilles, Les Jassonnies, Les Mauroux, Les Pradelles, Les Renaudies, Les Roches, Laudemarie, Loizeau, Noailles, Orage, Pialard, Puy Saint-Jean, Puytraud, Raneaux, Roly, Tuiliêre de Fard und Vialotte.
Der topographisch tiefste Punkt befindet sich auf 138 Meter Meerhöhe bei Les Mauroux – hier verlässt die Isle das Gemeindegebiet. Der höchste Punkt liegt auf 312 Meter bei Le Tuquet im Nordwesten. Die absolute Höhendifferenz beträgt somit 174 Meter. Die durchschnittliche Meerhöhe in Nantheuil ist 225 Meter, das Rathaus kommt auf 210 Meter zu liegen.
Die Gemeinde Nantheuil gehört landschaftsgeographisch zum Pays de Thiviers innerhalb des Nontronnais. In der Tourismusbranche wird sie dem Périgord vert zugeordnet.

### Verkehrsanbindung
Der Ortskern von Nantheuil kann über die 707 von Thiviers nach Lanouaille erreicht werden. An der Gemeindegrenze zu Thiviers biegt von ihr linkerhand eine Kommunalstraße ab, welche in den Ort hineinführt. Im äüßersten Nordwesten berührt die N 21 von Limoges nach Thiviers die Gemeindegrenze zu Thiviers. Von ihr zweigt nach Osten die D 78 nach Jumilhac-le-Grand ab, sie berührt gerade noch eben die Gemeinde Nantheuil. In etwa mittig quert die D 81 von Thiviers kommend in Richtung Sarrazac das Gemeindegebiet. Eine Kommunalstraße verbindet den Ortskern mit Nanthiat im Ostsüdosten. Weitere Kommunalstraßen halten die Verbindung zu den einzelnen Weilern aufrecht.

### Bodenbedeckung

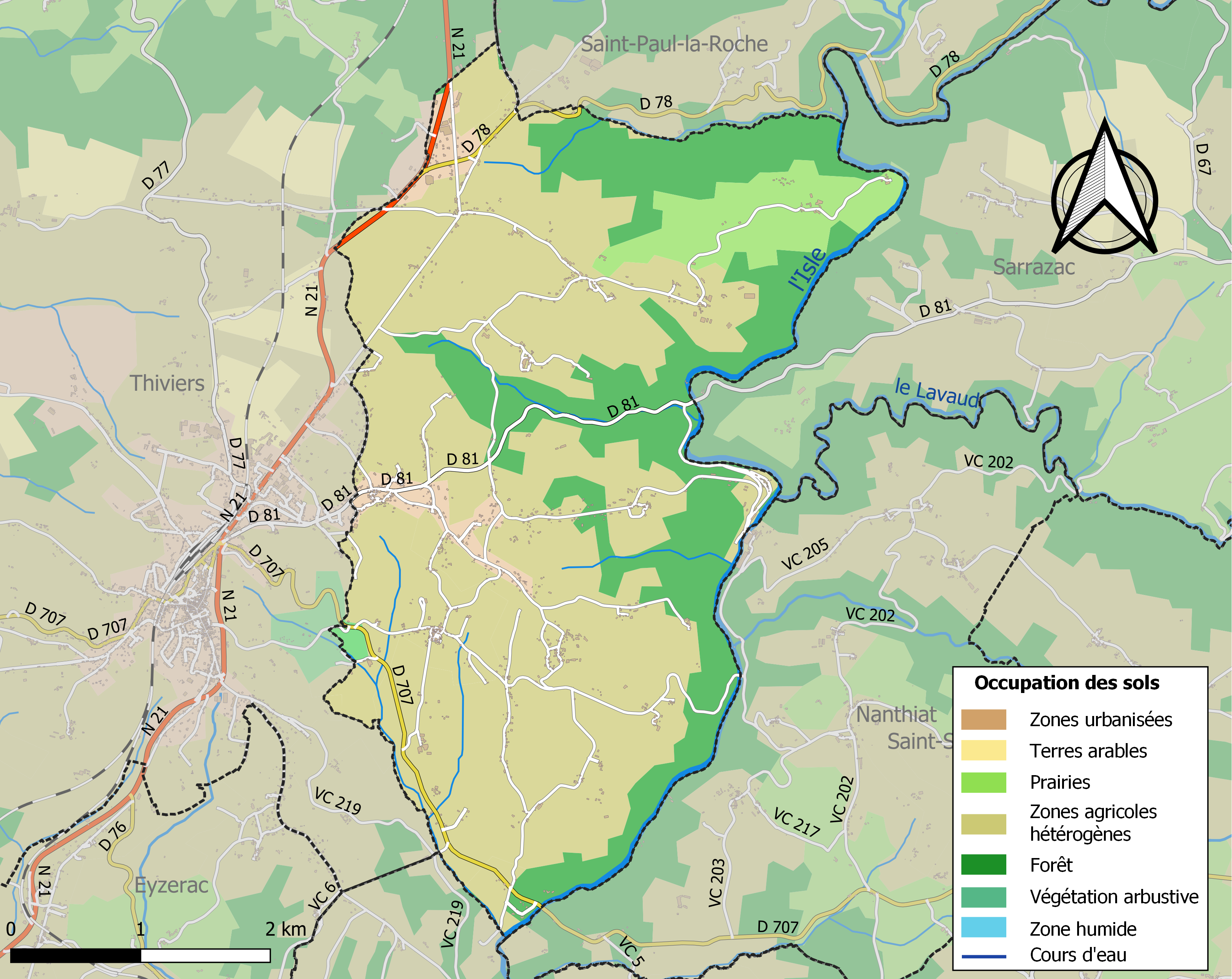
Bodenbedeckung in Nantheuil

Die Bodenbedeckung der Gemeinde Nantheuil schlüsselt sich im Jahr 2018 gemäß der europäischen Datenbank CORINE Land Cover (CLC) wie folgt auf:
- heterogene landwirtschaftliche Nutzung – 64,6 %
- Wälder – 25,7 %
- Wiesen – 6,2 %
- baulich beansprucht – 3,2 %
- Buschwerk – 0,3 %.

Die landwirtschaftliche Nutzung steht im Vordergrund. Der Anteil der landwirtschaftlichen Nutzflächen hat sich seit 1990 von 71,9 % auf 70,8 % leicht verringert.

## Klima
Nantheuil besitzt ein abgeschwächtes ozeanisches Klima  mit gemäßigtem Sommer (Cfb nach Köppen und Geiger), das sich durch folgende Parameter auszeichnet:
| Klimaparameter im Zeitraum 1971–2000 - Jahresmittel: 12,0 °C - Anzahl der Tage unter −5 °C: 2,6 - Anzahl der Tage oberhalb 30 °C: 5,9 - Maximum im Tages-Temperaturunterschied: 14,7 °C - Jahresniederschlag: 1052 mm - Niederschlagstage im Januar: 13,2 - Niederschlagstage im Juli: 7,7 |

Durch den Klimawandel zeichnen sich Erhöhungen im Jahresmittel ab, die sich bereits auch bemerkbar machen. So ist beispielsweise an der 54 Kilometer entfernten Wetterstation in Brive das langjährige Jahresmittel von 12,7 °C für 1971–2000 über 12,7 °C für 1981–2010 auf 13,0 °C für 1991–2020 angestiegen – ein Zuwachs um 0,3 °C innerhalb von 20 Jahren.

## Hydrographie

Hydrographische Karte von Nantheuil

Hauptfluter in der Gemeine Nantheuil ist die Isle, die in südlicher Richtung abfließend die gesamte östliche Gemeindegrenze zu Sarrazac und Nanthiat darstellt. Sie empfängt vier rechte Nebenflüsse in der Gemeinde Nantheuil. Ganz im Norden den Ruisseau de Curmont, der nach Osten fließend die Nordgrenze zu Saint-Paul-la-Roche bildet. Im Mittelabschnitt münden zwei namenlose Bäche in die Isle aus Westen. Der Ruisseau de Saint-Avit schließlich mündet im äußersten Süden. Er entspringt im Osten von Thiviers und drainiert nach Südsüdost.
Die Isle bildet Teil des Flusssystems Isle-Dronne.
Die Gesamtlänge des Entwässerungsnetzes in der Gemeinde Nantheuil beträgt 23 Kilometer.

## Geologie

Geologische Karte von Nantheuil

Die Gemeinde Nantheuil liegt auf dem metamorphen Grundgebirge des nordwestlichen Massif Central, wird aber im Südwesten bereits von den Sedimenten des nordöstlichen Aquitanischen Beckens transgressiv überlagert.

### Grundgebirge
Das Grundgebirge besteht aus zwei tektonometamorphen Einheiten. Ganz im Norden werden gerade noch Paragneise (ζ1-2) der Unteren Gneisdecke des Limousins berührt. Der gesamte restliche Abschnitt baut sich aus Gesteinen der Thiviers-Payzac-Einheit auf. Ganz im Süden hat noch der Corgnac-Granit (ζγ3b) die Thiviers-Payzac-EInheit intrudiert.
Die Paragneise im äußersten Norden sind wahrscheinlich aus neoproterozoischen Grauwacken hervorgegangen. Ihre Foliation streicht Nordost und fällt mit 50° gegen Südost ein. Diese biegt aber bei Annäherung an die Überschiebungsfront der Thiviers-Payzac-Einheit in die Ostsüdost-Richtung (N 110) ein, mit Einfallen von 27° nach Südsüdwest. Faltenachsen in den Paragneisen folgen derselben Ostsüdost-Richtung und tauchen mit 30° nach Ostsüdosten ab. Die Paragneise befinden sich hier unter den metamorphen Bedingungen der Staurolithzone.
Die Thiviers-Payzac-Einheit überfährt die Paragneise in nordwestlicher Richtung mittels des Payzac-Quarzits (tfρ3Χ), einer höher metamorphen Fazies des rhyodazitischen Thiviers-Sandsteins. Sie zeigt eine generelle ostsüdöstliche Streichrichtung – ebenfalls N 110. Ihr Metamorphosegrad ist niedriger als in der Unteren Gneisdecke. Im Norden wird aber dennoch der Staurolith-Isograd erreicht, wohingegen im Süden nur der Biotit-Isograd vorherrscht. Dazwischen ist die Biotit-Almandin-Zone verwirklicht, mit Auftreten von Almandin. Eingeschuppt in den Payzac-Quarzit finden sich Ostsüdost-streichende Amphibolitzüge (δ11), die neben Amphibol und Plagioklas auch die Minerale Epidot (δ11ep) oder Granat (δ11g) führen können. Bemerkenswert ist auch das Auftreten eines Leptinitbandes (mλ3-4b-m) westlich von Janissoux im Payzac-Quarzit, das derselben Streichrichtung folgt. 
Die vulkanischen Grès de Thiviers werden weiter südwärts dann von Serizitschiefern, dem Donzenac-Schiefer (S1-2), abgelöst. Diese dürften aus Peliten und Areniten hervorgegangen sein und auch Grauwackenlagen enthalten. Eine Besonderheit inmitten des Serizitschieferbandes sind Metavulkanite (ξgm), die bei Laudemarie anstehen. Der Donzenac-Schiefer enthält aber neben den bereits im Payzac-Quarzit erwähnten Amphiboliten auch Vorkommen an weißen Quarzit (Χ) und Graphit (gra). Alle diese Einschaltungen folgen auch hier der generellen Streichrichtung.
Auf die Donzenac-Schiefer schließt sich dann nach Süden der eigentliche Thiviers-Sandstein (tfρ3) mit dem Corgnac-Granit an. Der Thiviers-Sandstein ist sehr reich an Diabasgängen (δΣβ), die ebenfalls Ostsüdost streichen und im Isle-Tal zu finden sind. Beim Corgnac-Granit handelt sich um einen kataklasischen Granit monzonitischer Zusammensetzung, der in den Grès de Thiviers eine Kontaktmetamorphose bewirkt hat, zu erkennen an Hornfelsen im südlichen Kontaktbereich (zu sehen in der Nachbargemeinde Nanthiat). In seinem Randbereich im Norden liegt der Granit als Orthogneis vor.
Strukturell bilden die generell Ostsüdost-streichenden Metamorphite im Süden ein Syhklinorium (Verlängerung der Génis-Synklinale) und im Norden ein Antiklinorium (Verlängerung der Saint-Mesmin-Antiklinale) mit steilstehender Schieferung. Dieser Schieferung folgt auch eine größere Verwerfung am Nordostrand der Sedimente. Kleinere Störungen weiter südlich (im Thiviers-Sandstein und auch im Corgnac-Granit) drehen mehr auf Südost. Die Störungen dürften für die Verkieselung der auflagernden Jurasedimente verantwortlich sein. Eine Nordnordost-streichende Störung bei Le Moulin de Château (Querbruch) versetzt als Seitenverschiebung rechtsseitig die Donzenac-Schiefer.

### Sedimentbedeckung
Das Grundgebirge wird von flach liegenden (maximaler Einfallswinkel 6° nach Südsüdwest) Sedimenten des nördlichen Aquitanischen Beckens transgrediert, die hier mit dem Lias einsetzen. Die Sedimente haben das Grundgebirge um rund 4 Kilometer transgrediert. Sie sind an der Westgrenze am weitesten nach Norden vorgedrungen (nördlich von Raneaux), weichen aber gen Osten wieder zurueck und fehlen schließlich im Isle-Tal.
Die Serie beginnt mit dem Unteren Hettangium (I1) – Konglomerate, Sandsteine und Arkosen. Das folgende Oberhettangium (I2) ist dolomitisch und liegt meist verkieselt vor. Das Sinemurium (I3-4) ist oolithisch und ebenfalls oft verkieselt. Die Serie endet mit groben, teils dolomitischen Sandsteinen des Pliensbachiums (I5-6). Auch sie sind teilweise verkieselt.
Der Lias wird südlich von Raneaux von Flussschottern des Pleistozäns kolluvial verdeckt (Formation ACF). Diese kolluvialen Bedeckungen werden  im Norden (östlich von Le Tuquet) sehr bedeutend, überlagern hier aber die Thiviers-Payzac-Einheit. Nördlich von Les Mauroux im äußersten Süden findet sich würmeiszeitlicher Hangschutt (Formation GP). In den Flussniederungen der Isle und des Ruisseau de Saint-Avit haben sich rezente Sedimente abgesetzt (Formation K).

## Naturrisiken

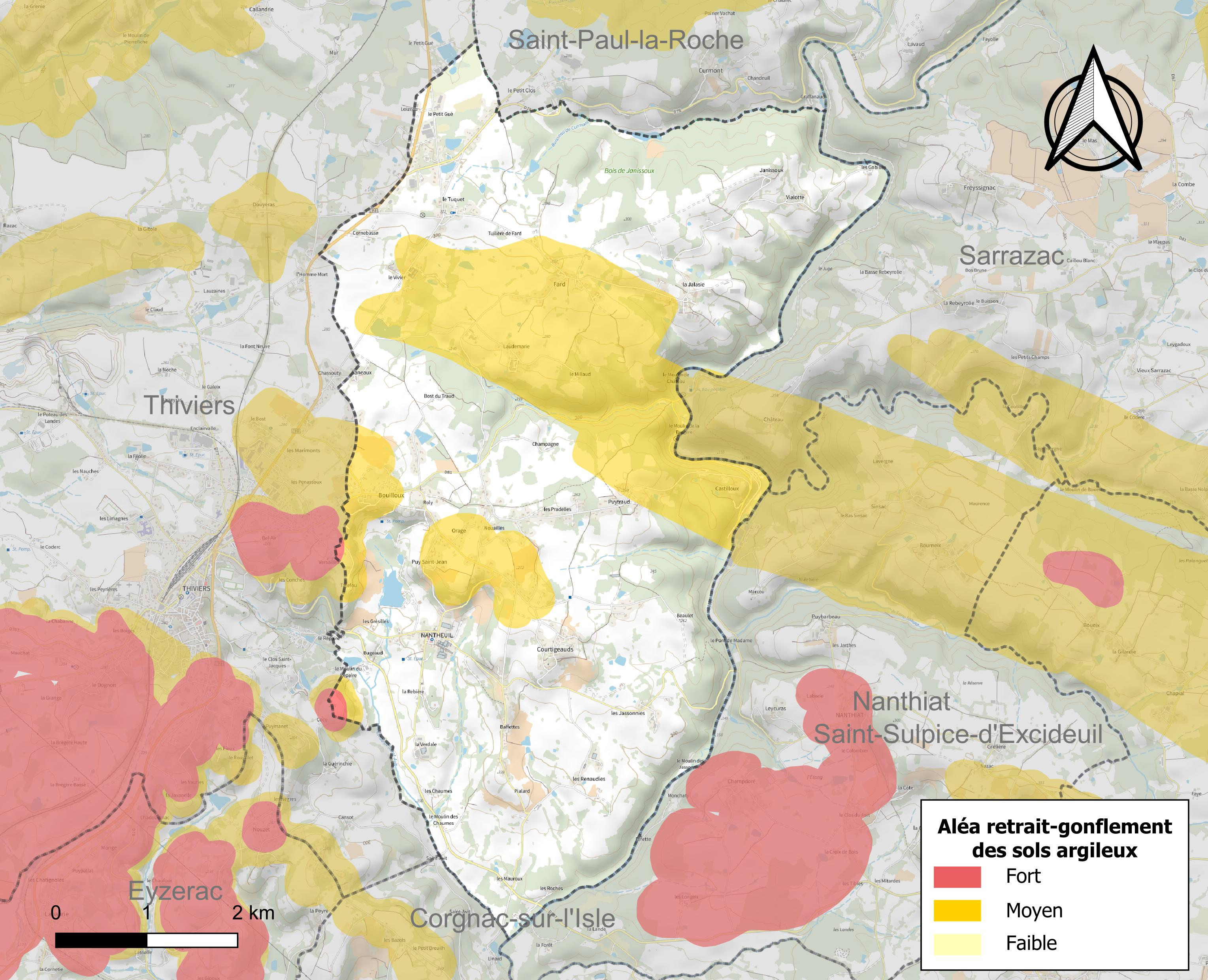
Risikokarte des Quellungs/Schrumpfungsverhältnisses von Tonmineralen in Böden für Nantheuil

Naturrisiken manifestieren sich in Nantheuil als 
- Überschwemmungen und den mit ihnen assoziierten Schlammströmen und Hangrutschungen im Tal der Isle
- Dürren
- Stürme
- Bodensetzungen
- Radonemanationen.

In den Jahren 1982, 1993, 1999 und 2007 kam es aufgrund erhöhter Niederschläge zu größeren Bodenbewegungen und Rutschungen.
Dürrejahre waren 1989, 2003, 2011 und 2012. In diesen Perioden herrschte erhöhte Waldbrandgefahr. Der heiße Sommer von 2003 machte insbesondere alten Menschen schwer zu schaffen.
Ein herausragendes Wintersturmereignis war das Sturmtief Martin im Dezember 1999, das enorme Schäden an den Wäldern und auch an der Infrastruktur hinterließ. Die Zerstörungen in den Wäldern sind selbst im Jahr 2022 noch zu erkennen.
Wie die Risikokarte zeigt, ist Nantheuil von der Gefahr durch Bodensetzungen nur mäßig betroffen, die Gefahren konzentrieren sich hierbei auf Böden des Donzenac-Schiefers.
Die Erdbebengefahr ist als relativ niedrig einzustufen, am Westrand des Massif Central sind recht seltene Beben der Stärke 3 auf der Richterskala bekannt.
Die relativ schwache Radongefahr besteht im Inneren von Gebäuden und geschlossenen Räumen.

## Ökologie

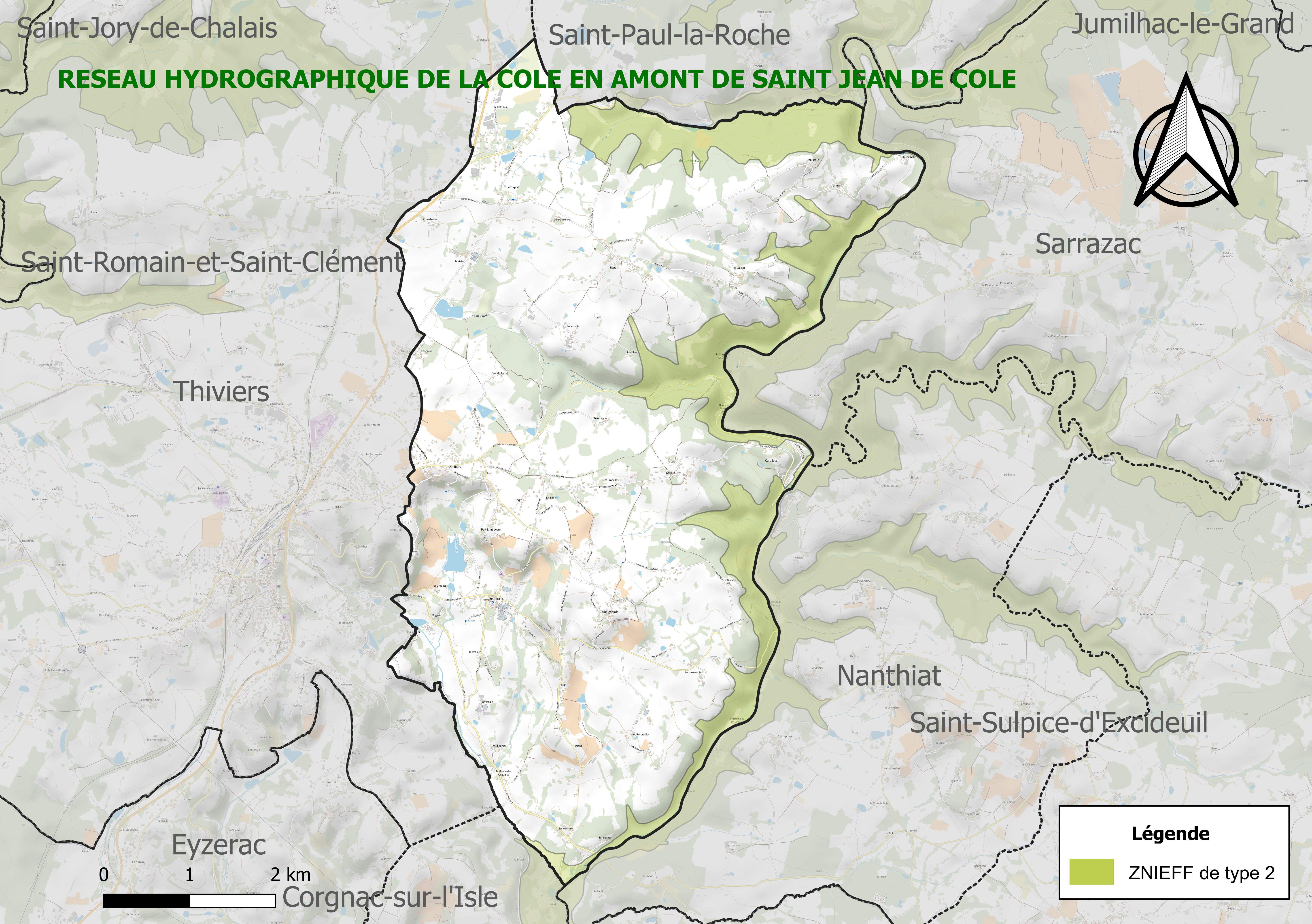
Schutzgebiete des Typus 2 in Nantheuil

### Schutzgebiete

#### Schutzgebiete des Typus 2
Die Talungen der Isle bilden Schutzgebiete des Typus 2 (Französisch ZNIEFF = zone naturel d'interêt faunistique et floristique). Hierin eingeschlossen sind auch zwei rechte Nebenflüsse – der Ruisseau de Curmont im Norden sowie der nächste namenlose Seitenarm weiter südwärts.

## Geschichte
Die Ortskirche Saint-Étienne ist romanischen Ursprungs, ihre Gewölberippen sind jedoch gotisch und stammen aus dem 16. Jahrhundert. Nantheuil wird erstmals im 13. Jahrhundert als Nantolium schriftlich erwähnt und erscheint als Nantholiam im 14. Jahrhundert. Auf der Carte de Cassini wird der Ort dann im Jahr 1789 als Nanteuil bezeichnet. Das Herrenhaus von Nantheuil geht bis in das 15. Jahrhundert zurück. Ab dem 16. Jahrhundert bestand bis 1950 eine Papierfabrik in der Gemeinde – die Papeterie de la Brugère.

## Bevölkerungsentwicklung
| Jahr | Einwohner |  |
| 1962 | 872       |  |
| 1968 | 826       |  |
| 1975 | 860       |  |
| 1982 | 921       |  |
| 1990 | 932       |  |
| 1999 | 901       |  |
| 2006 | 1011      |  |
| 2008 | 1039      |  |
| 2013 | 960       |  |
| 2018 | 974       |  |
| 2019 | 974       |  |

Quelle: INSEE
Die Bevölkerungszahlen von Nantheuil waren bis 1968 rückläufig, sie sind dann aber unter Schwankungen wieder angestiegen. Ihren Höhepunkt hatten sie im Jahr 2008 erreicht.

## Verwaltung
Bürgermeister in Nantheuil ist seit Juli 2018 die parteilose Bernadette Lagarde, die im Mai 2020 wiedergewählt wurde.

## Präsidentschaftswahlen 2022
| Kandidaten                       | Kandidaten            | Parteien                      | Parteien            | 1. Wahlgang | 1. Wahlgang | 2. Wahlgang | 2. Wahlgang |
| Kandidaten                       | Kandidaten            | Parteien                      | Parteien            | Stimmen     | %           | Stimmen     | %           |
| -------------------------------- | --------------------- | ----------------------------- | ------------------- | ----------- | ----------- | ----------- | ----------- |
|                                  | Marine Le Pen         | Front national                | FN                  | 187         | 30,06 %     | 287         | 53,25 %     |
|                                  | Emmanuel Macron       | En marche !                   | EM                  | 113         | 18,17 %     | 252         | 46,75 %     |
|                                  | Jean-Luc Mélenchon    | Front de gauche               | FDG                 | 138         | 22,19 %     |             |             |
|                                  | Éric Zemmour          | Reconquête                    |                     | 41          | 6,59 %      |             |             |
|                                  | Valérie Pécresse      | Les Républicains              | LR                  | 15          | 2,41 %      |             |             |
|                                  | Jean Lassalle         | Résistons !                   | R                   | 40          | 6,43 %      |             |             |
|                                  | Anne Hidalgo          | Parti socialiste              | PS                  | 7           | 1,13 %      |             |             |
|                                  | Fabien Roussel        | Parti communiste français     | PC                  | 36          | 5,79 %      |             |             |
|                                  | Nicolas Dupont-Aignan | Debout la République          | DLR                 | 13          | 2,09 %      |             |             |
|                                  | Yannick Jadot         | Europe Écologie-Les Verts     | EELV                | 21          | 3,38 %      |             |             |
|                                  | Nathalie Arthaud      | Lutte Ouvrière                | LO                  | 6           | 0,96 %      |             |             |
|                                  | Philippe Poutou       | Nouveau Parti anticapitaliste | NPA                 | 5           | 0,80 %      |             |             |
|                                  |                       |                               |                     |             |             |             |             |
| Gesamt                           | Gesamt                | Gesamt                        | Gesamt              | 622         | 100 %       | 539         | 100 %       |
|                                  |                       |                               |                     |             |             |             |             |
| Gültige Stimmen                  | Gültige Stimmen       | Gültige Stimmen               | Gültige Stimmen     | 622         | 97,34 %     | 539         | 89,09 %     |
| Ungültige Stimmen                | Ungültige Stimmen     | Ungültige Stimmen             | Ungültige Stimmen   | 17          | 2,66 %      | 66          | 10,91 %     |
| Wahlbeteiligung                  | Wahlbeteiligung       | Wahlbeteiligung               | Wahlbeteiligung     | 639         | 82,13 %     | 605         | 77,86 %     |
| Enthaltungen                     | Enthaltungen          | Enthaltungen                  | Enthaltungen        | 139         | 17,87 %     | 172         | 22,14 %     |
| Registrierte Wähler              | Registrierte Wähler   | Registrierte Wähler           | Registrierte Wähler | 778         |             | 777         |             |
|                                  |                       |                               |                     |             |             |             |             |
| Quelle: Ministère de l'Intérieur |                       |                               |                     |             |             |             |             |

Die Präsidentschaftswahlen 2022 in Nantheuil konnte Marine Le Pen für sich entscheiden.

## Wirtschaft

### Beschäftigung
Im Jahr 2015 betrug die erwerbsfähige Bevölkerung zwischen 15 und 64 Jahren 437 Personen bzw. 45,7 % der Gesamtbevölkerung. Im Vergleich zu 2010 hat sich die Zahl der Arbeitslosen von 45 auf 39 verringert, die Arbeitslosenquote liegt somit jetzt bei 9,0 %.

### Unternehmen
Am 31. Dezember 2015 waren 61 Unternehmen in Nantheuil ansässig, davon 27 im Sektor Handel, Transport oder Dienstleistungen, 11 im Baugewerbe, 10 in Landwirtschaft, Forsten und Fischerei, 8 in der Industrie und 5 im Sektor Verwaltung, Bildung, Gesundheit oder Soziales.

## Sehenswürdigkeiten
- Kirche Saint-Étienne aus dem 16. Jahrhundert, Monument historique
- Herrenhaus Nantheuil aus dem 15. Jahrhundert, spätere Umbauten

## Photogalerie

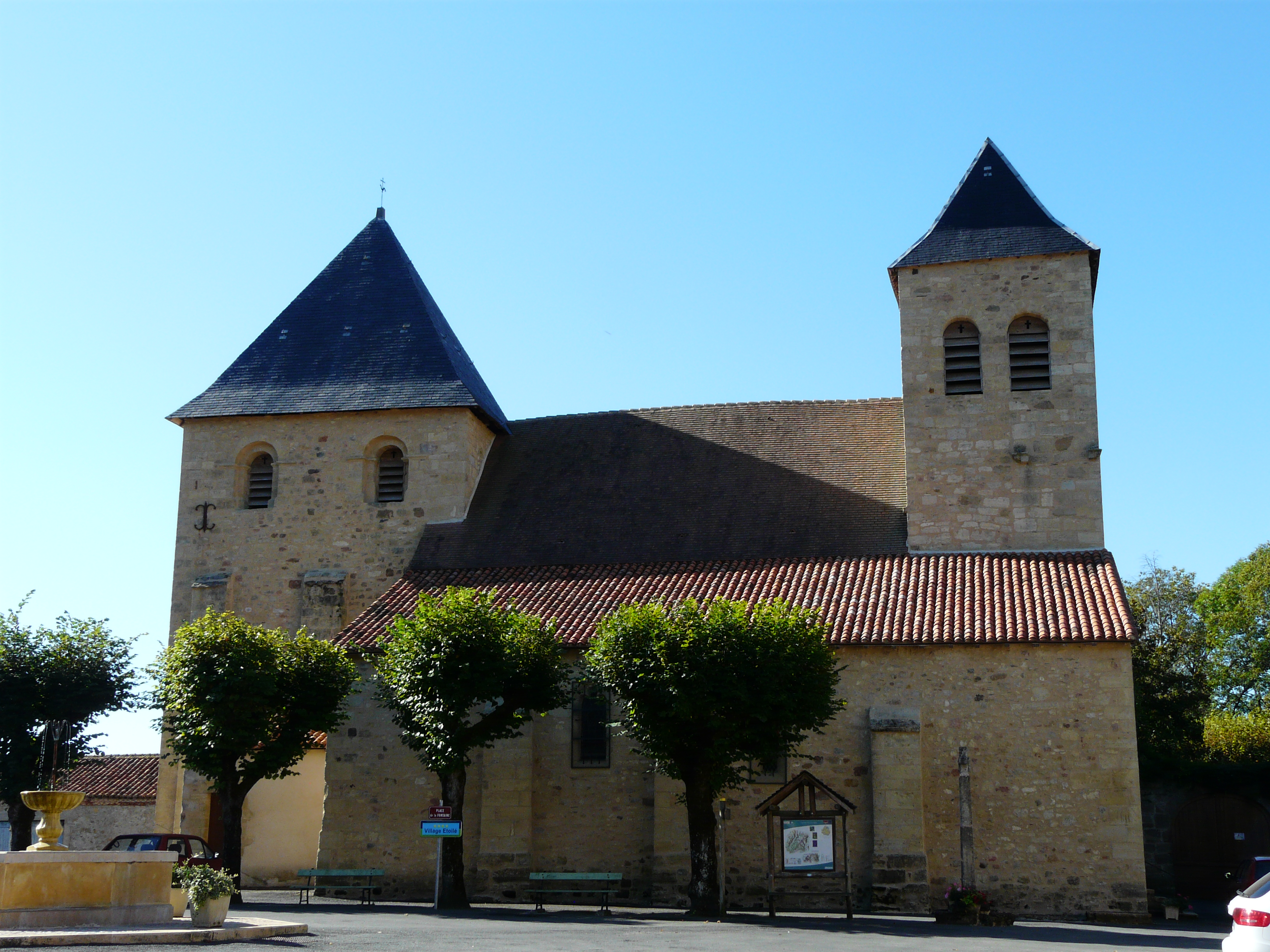
Kirche Saint-Étienne
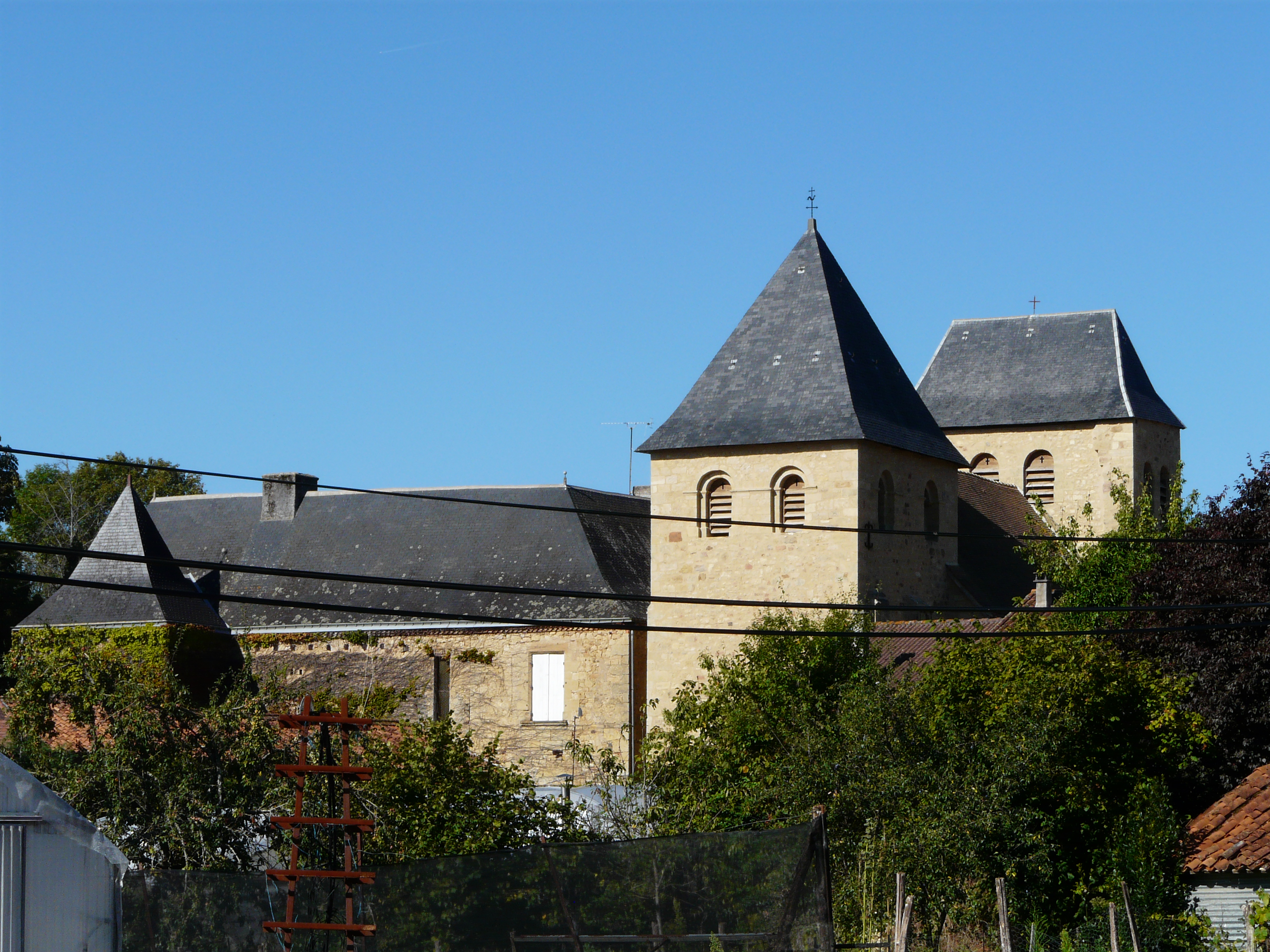
Herrenhaus und Ortskirche in Nantheuil
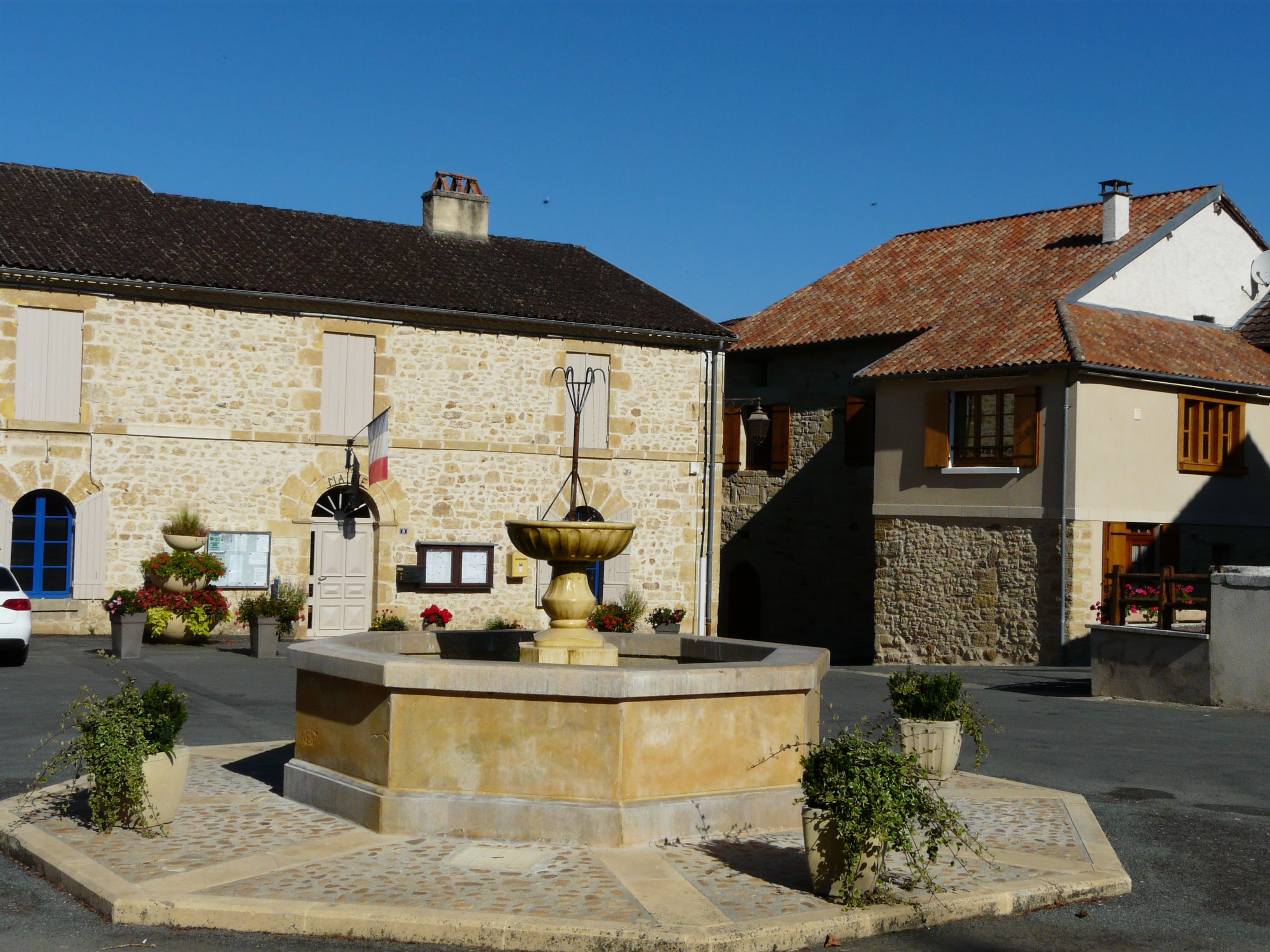
Springbrunnen vor dem Rathaus
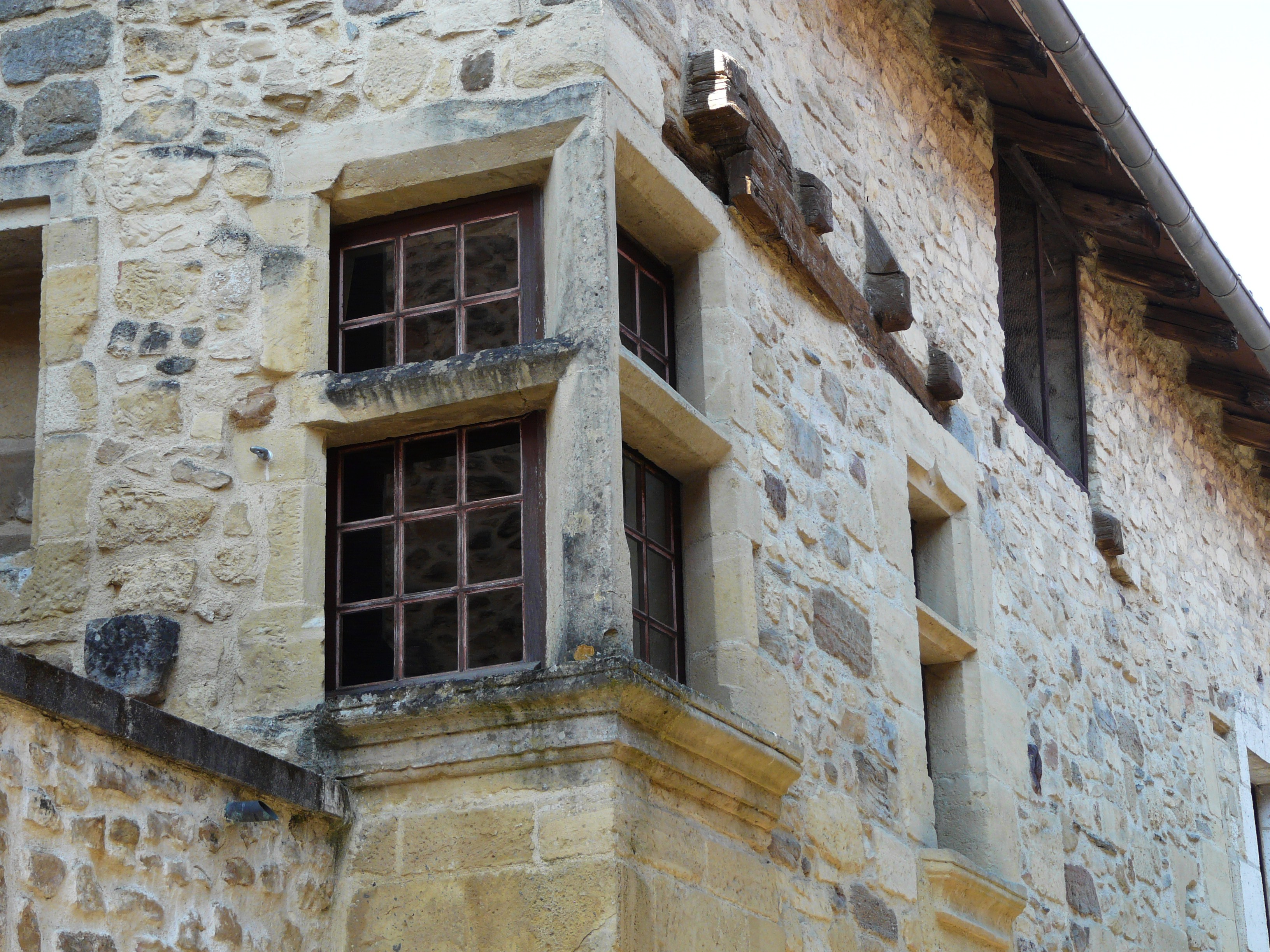
Eckfenster an einem Haus im Ortskern
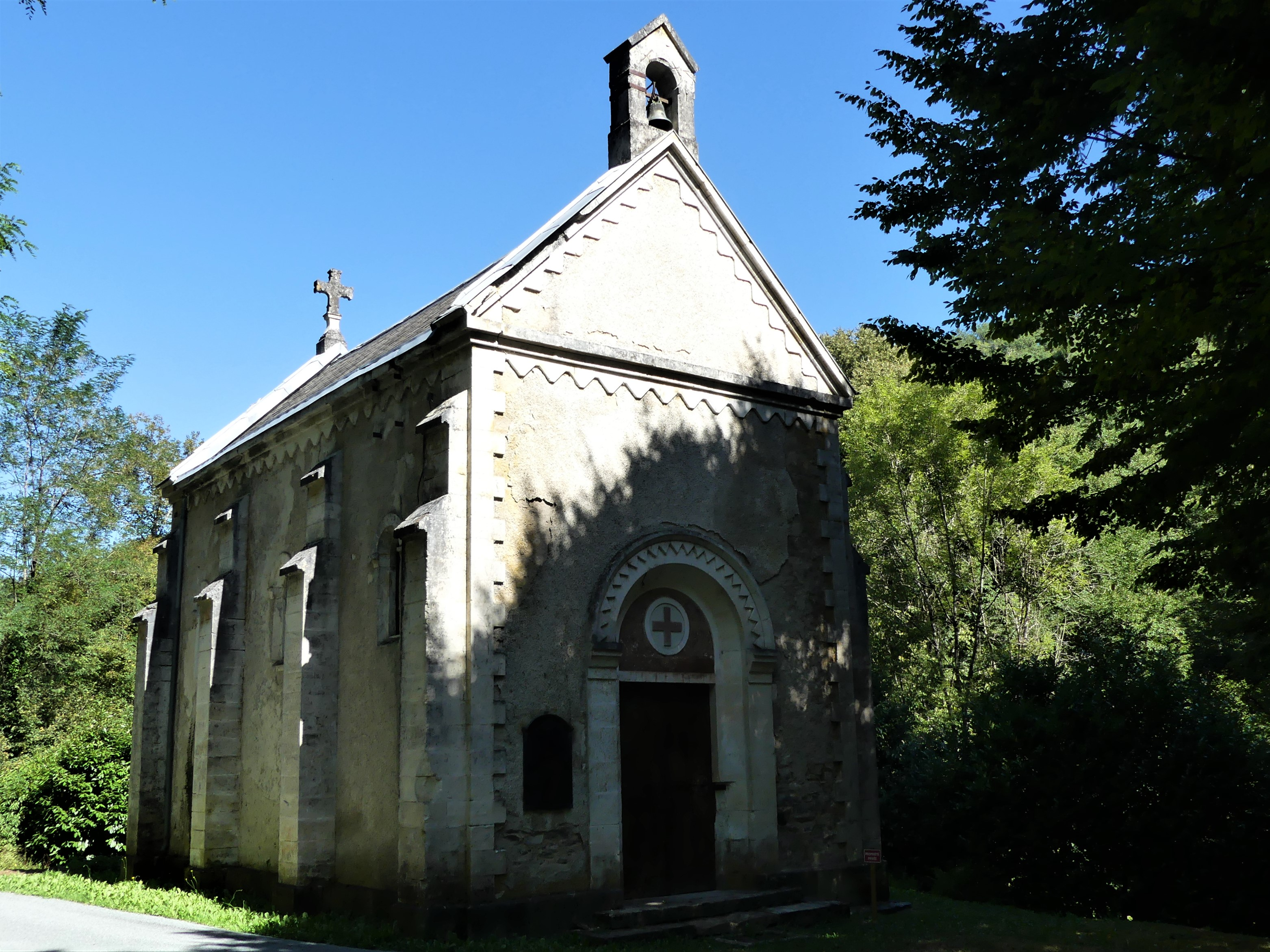
Die Kapelle von Castilloux
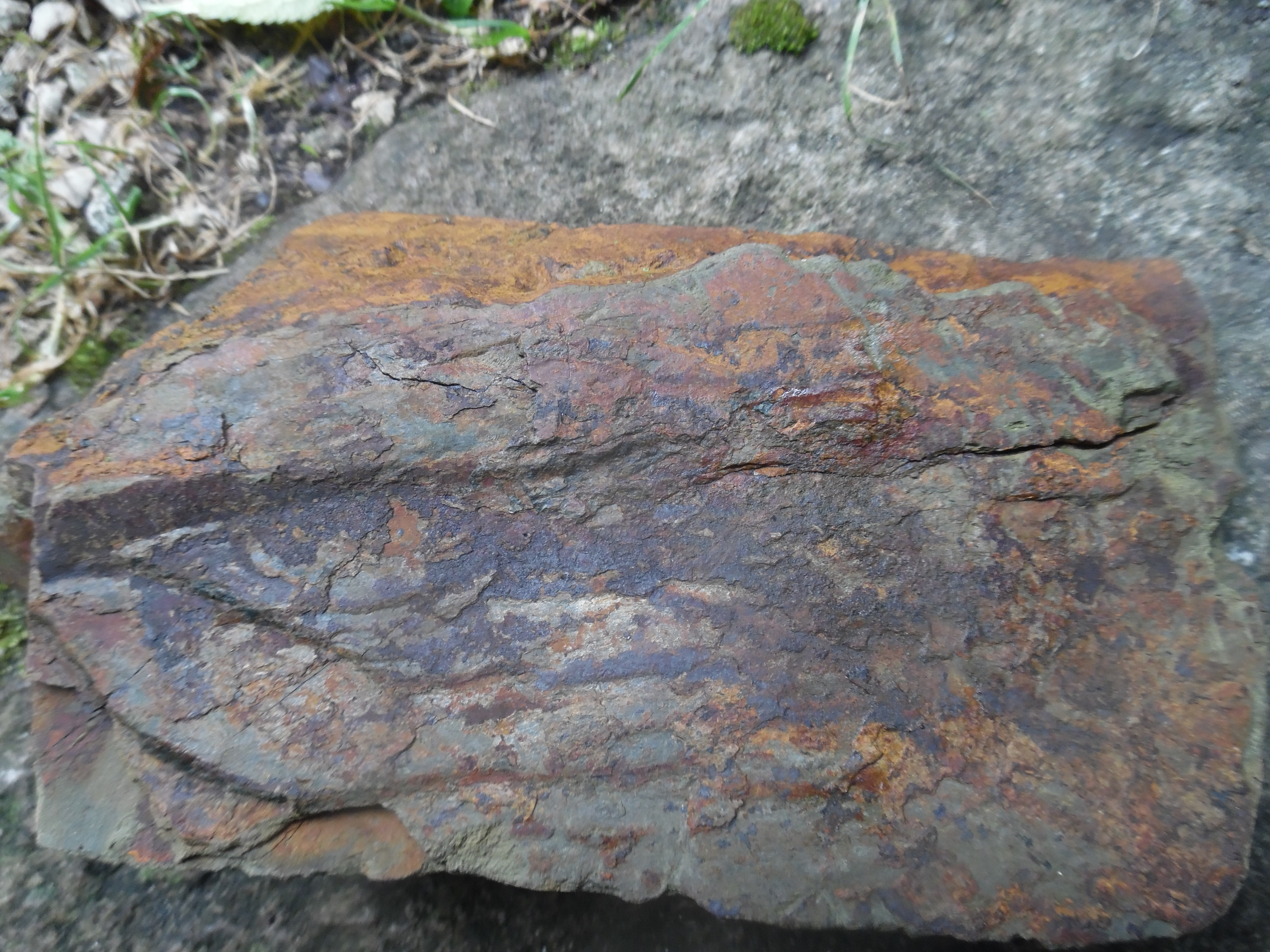
Thiviers-Sandstein aus der Gemeinde Nantheuil
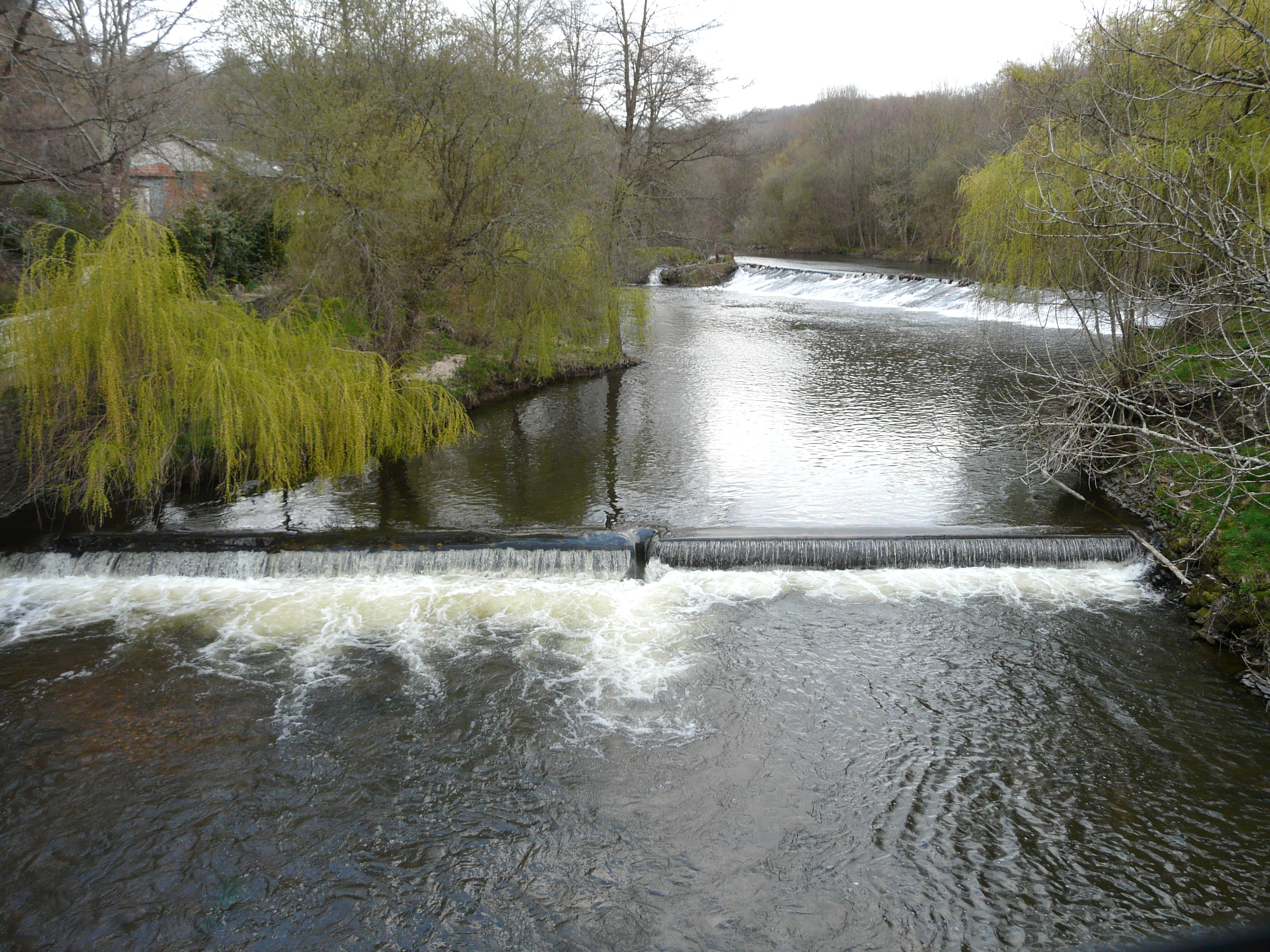
Die Isle an der Brücke bei Castilloux